# PKZIP
 (juin 2020).
Si vous disposez d'ouvrages ou d'articles de référence ou si vous connaissez des sites web de qualité traitant du thème abordé ici, merci de compléter l'article en donnant les références utiles à sa vérifiabilité et en les liant à la section « Notes et références ».
PKZIP est un programme à la base en ligne de commande créé par Phil Katz et sa société PKWare.
Il est composé de PKZIP et de PKUNZIP et permet de compresser et de décompresser les fichiers au format ZIP.

## Historique
Phil Katz est l'auteur de PKARC, logiciel compatible avec le format de compression ARC. System Enhancement Associates (SEA), la société éditrice du programme également nommé ARC associé au format lui ayant intenté un procès, il décide d'abandonner PKARC. Il se consacre alors à PKZIP, dont la première version apparaît comme shareware en 1989. Cette version proposait trois méthodes de compression : « shrinking », « reducing » et « imploding ».
En 1993 parait la version 2 de PKZIP avec la méthode « deflating », beaucoup plus efficace que les précédentes. PKZIP devient un programme incontournable dans le monde MS-DOS et Windows.
Plus tard, le format ZIP est repris par Jean-Loup Gailly et Mark Adler pour créer les logiciels libres Zip et gzip. De nombreux programmes gérant le format ZIP suivront, comme Winzip ou 7-Zip.
En 2004, la société PKWare publie le logiciel SecureZIP, un successeur de PKZIP avec un chiffrement AES de plus de 256 bits. SecureZIP permet l'utilisation de mots de passe ou de certificats X.509.